# Ophrys heterochila
Ophrys heterochila là một loài thực vật có hoa trong họ Lan. Loài này được (Renz & Taubenheim) P. Delforge mô tả khoa học đầu tiên năm 1991.